# Сражение в заливе Мобил
Сражение в заливе Мобил (англ. Battle of Mobile Bay) — морская битва между флотилиями федералистов и конфедератов 5 августа 1864 года во время Гражданской войны в США. В ходе сражения федеральный флот под командованием Дэвида Фаррагута преодолел сильно защищённую минно-артиллерийскую позицию конфедератов на входе в залив и нанёс поражение конфедеративной эскадре. Прорыв флота позволил северянам отрезать от тылов и быстро принудить к капитуляции защищавшие залив Мобил островные форты южан и полностью заблокировать залив.

## Предыстория
Целью федеральных сил в этом морском сражении, происходившем во время битвы за Атланту, был захват крайне важного для Конфедерации порта снабжения — города Мобил, лежащего на берегу залива Мобил. Порт Мобил оставался одной из последних гаваней Конфедерации, имевших свободный выход в Мексиканский залив — после захвата в 1862 году федералистами портов Нового Орлеана (Луизиана), Пенсаколы (Флорида) и Гальвестона (Техас). Благодаря своему положению, порт был очень удобен для действий блокадопрорывателей — быстроходных пароходов, контрабандой провозивших сквозь федеральную блокаду необходимые южанам грузы. Блокадопрорыватели обычно действовали из европейских колониальных владений в Карибском Море; Мобил был ближайшим к ним портом Конфедерации, и за счёт своей близости, наиболее удобным. Из Мобила доставленные в порт контрабандные грузы и военное снаряжение могли быть перевезены далее по реке Мобил или по железным дорогам вглубь территории Конфедерации.
Северяне осознавали значение Мобила и планировали его захват ещё в 1862 году. Однако, после успешного взятия Нового Орлеана адмиралом Фаррагутом весной 1862 года, основные военно-морские силы федералистов в Мексиканском Заливе были направлены на поддержку операций в низовьях Миссисипи. Только когда летом 1863 река Миссисипи была полностью взята под контроль северян, внимание флота вновь обратилось к Мобилу. Так как армейских сил для захвата города не имелось, было решено ограничиться захватом фортов, защищающих вход в залив Мобил. Нейтрализация этих укреплений позволила бы флоту северян войти в залив, и полностью закрыть его для действий блокадопрорывателей, тем самым обрушив линии снабжения всего восточного фронта конфедератов.

## Планы и силы сторон

### Состав сил федералистов
Для атаки на Мобил была направлена значительная эскадра под командованием Дэвида Фаррагута, отличившегося в прорыве мимо фортов Нового Орлеана и последующих действиях в низовьях Миссисипи. Он был первым американским морским офицером, получившим звание контр-адмирала; до этого американский флот не имел званий выше командора, так как не был привычен к оперированию крупными соединениями кораблей.
Под его командованием находилась значительная эскадра из деревянных винтовых кораблей, ранее составлявших Блокадную эскадру мексиканского залива, и броненосных мониторов. Последние были затребованы Фаррагутом ввиду сведений о наличии в Мобиле одного или нескольких конфедеративных броненосцев, с которыми деревянные корабли не могли бы справиться. В состав флота входили:
Крупные корабли:
- USS «Хартфорд» (флагман) — большой 2900-тонный винтовой корвет, вооруженный двадцатью 229-мм гладкоствольными орудиями Дальгрена.
- USS «Бруклин» — 2900-тонный винтовой корвет, аналогичный «Хартфорду».
- USS «Ричмонд» — 2600-тонный винтовой корвет, тоже с 20 229-мм гладкоствольными орудиями.
- USS «Мононгахела» — 2100-тонный винтовой корвет, с вооружением из одного тяжелого нарезного 200-мм, двух тяжелых гладкоствольных 280-мм и нескольких меньших орудий.
- USS «Онеида» — 1500-тонный винтовой шлюп, с вооружением из двух 229-мм и семи 32-фунтовых орудий.
- USS «Лакаванна» — 1500-тонный винтовой шлюп, с вооружением из 1 178-мм нарезного, 1 279-мм гладкоствольного, двух 229-мм гладкоствольных и 4 меньших пушек.
- USS «Оссипи» — 1240-тонный винтовой шлюп, с вооружением 1 163-мм нарезного, 1 279-мм гладкоствольного и 11 пушек меньшего калибра.
- USS «Семинола» — 800-тонный винтовой шлюп, с вооружением из 279-мм гладкоствольного и 7 32 фунтовых меньших орудий.
- USS «Галена» — 970-тонный корвет, изначально заложенный как броненосец, но ввиду неудачной конструкции, перестроенный в небронированную единицу. Вооружена 4 229-мм гладкоствольными и 2 163-мм нарезными орудиями.

Канонерки:
- USS «Кеннебек» — 700-тонная винтовая канонерка «90-дневной серии»[1], с вооружением из одного 279-мм гладкоствольного и нескольких легких орудий.
- USS «Итаска» — 700-тонная винтовая канонерка «90-дневной серии», с вооружением из одного 279-мм гладкоствольного и нескольких легких орудий.
- USS «Окторара» — 800-тонная колесная канонерка с вооружением из 229-мм гладкоствольного и 80-фунтового нарезного орудий.
- USS «Метакомет» — 1100-тонная колесная канонерка с вооружением из двух 100-фунтовых и нескольких легких орудий.
- USS «Порт Роял» — 800-тонная колесная канонерка, вооружение неизвестно.

Мониторы:
- USS «Манхэттен» — однобашенный 2100-тонный береговой монитор типа «Каноникус», вооруженный двумя 380-мм гладкоствольными орудиями Дальгрена.
- USS «Текумсе» — однобашенный 2100-тонный береговой монитор типа «Каноникус», вооруженный двумя 380-мм гладкоствольными орудиями Дальгрена.
- USS «Виннебаго» — двухбашенный 1300-тонный речной монитор типа «Милуоки», вооруженный четырьмя 279-мм гладкоствольными орудиями Дальгрена.
- USS «Чикасо» — двухбашенный 1300-тонный речной монитор типа «Милуоки», вооруженный четырьмя 279-мм гладкоствольными орудиями Дальгрена.

Дополнительно в распоряжении Фаррагута имелась армейская дивизия общим числом 5500 человек, под командованием генерал-майора Гордона Гранджера. Эти войска были выделены из 19 Корпуса. Их задачей было взятие и удержание конфедеративных фортов на входе в залив, после того как флот Фаррагута выполнит прорыв и отрежет гарнизоны форта от подкреплений.

### Состав сил конфедератов

#### Укрепления
Конфедеративная оборона залива Мобил в первую очередь основывалась на использовании преимуществ их позиции. Вход в залив со стороны моря был по большей части перекрыт отмелями и песчаными косами, так что оставалось лишь несколько фарватеров, достаточно глубоких для прохода крупных кораблей. Эти фарватеры защищались мощными укреплениями, возведёнными на песчаных косах и островках у входа в залив.
Основой конфедеративной обороны являлся форт Морган, находившийся на краю узкого мыса с восточной стороны залива. Построенный в 1834 году, этот форт был мощным каменным сооружением в форме пятиконечной звезды с выступающими бастионами. Хотя к 1860-м подобная архитектура уже несколько устарела, форт считался хорошо укреплённым и был оснащён 46 орудиями, из которых 11 были большими нарезными пушками. Форт прикрывал с востока главный судоходный фарватер на входе в залив, и его мощная артиллерия неоднократно использовалась конфедератами для прикрытия прорывов блокадопрорывателей.
На западной стороне главного судоходного фарватера, на большом острове Дофин, располагался форт Гэйнс — старое пятиугольное сооружение, возведенное из кирпича в 1821 году. Он был оснащён 26 пушками, и вместе с фортом Морган обеспечивал перекрестный огонь по любой цели на главном судоходном фарватере. Ещё одно укрепление — небольшой форт Поуэлл — прикрывал западный фарватер на входе в залив, и в сражении не участвовал. Численность гарнизона фортов составляла порядка 600 человек в форте Морган, примерно столько же в форте Гэйнс и около 140 человек в форте Поуэлл. Однако формальная численность не соответствовала боеспособности: война близилась к финалу, южане явно проигрывали, и многие солдаты уже не хотели сражаться за Конфедерацию.
Между фортами Морган и Гэйнс, инженеры Конфедерации установили минное поле из 67 подводных мин в несколько рядов. Мины эти приводились в действие электричеством по кабелю с берега; удар о корпус корабля приводил к замыканию взрывателя. Чтобы иметь возможность дружественным кораблям входить и выходить из гавани, конфедераты оставили с восточной части поля проход, находившийся прямо под батареями форта Морган.

#### Корабли южан
Мобильные оборонительные силы конфедератов были представлены небольшой эскадрой залива Мобил, находившейся под командованием адмирала Франклина Бьюкенена — бывшего командира знаменитой CSS Virginia. В состав её входили:
- CSS «Tennessee» — казематный броненосный таран, сильнейший броненосец, построенный на Юге. Имея водоизмещение в 1273 тонны, он был хорошо защищен, но медлителен (5-7 узлов), и имел удивительный конструктивный изъян: тяги его рулевого механизма проходили открыто по верхней палубе и были уязвимы для неприятельского огня. Его вооружение состояло из двух 178-миллиметровых и четырёх 163-миллиметровых нарезных орудий Брука.
- CSS Selma — частично-бронированная колесная канонерская лодка водоизмещением в 590 тонн. Перестроенная из грузового парохода, «Селма» имела броневую палубу, защищавшую её котлы и машины и была вооружена тремя тяжелыми гладкоствольными и одним 163-мм нарезным орудием. Скорость её составляла до 9 узлов.
- CSS Morgan — частично-бронированная колесная канонерская лодка водоизмещением в 863 тонны. Имел броневое прикрытие котлов и машинного отделения. Был вооружен шестью орудиями неизвестного калибра. Скорость до 10 узлов.
- CSS Гейнс — частично-бронированная колесная канонерская лодка водоизмещением в 863 тонны. Имел броневое прикрытие котлов и машинного отделения. Был вооружен одной 178-мм нарезной и пятью легкими гладкоствольными пушками. Скорость до 10 узлов.

В северной части залива, конфедераты имели ещё несколько кораблей, но они были либо не готовы, либо не способны принять участие в сражении. Старый колёсный броненосец CSS «Балтик», построенный из плохого леса, имел очень слабый корпус, и в феврале 1864 года был переоборудован в минный заградитель. Малые броненосцы CSS «Хантсвиль» и CSS «Тускалуза» имели плохие машины, и из-за своей малой скорости были сочтены негодными для сражения Большой колесный броненосец CSS «Нэшвилл» ещё стоял в достройке и не был готов к началу сражения. В распоряжении южан также имелись несколько небольших миноносцев и — по некоторым сведениям — по крайней мере одна подводная лодка с ручным приводом винта, но эти малые единицы были бесполезны в дневном сражении.

## Ход событий
3 августа 1864 года, федеральный флот высадил десантную партию из 1500 солдат на западной оконечности острова Дофин. Развернувшись, войска маршем выдвинулись к форту Гэйнс на восточной оконечности острова, и вечером 4 октября окопались на позициях, взяв форт в осаду. Генерал Гранджер хотел немедленно начать штурм форта, но Фаррагут отложил операцию. Он хотел дождаться прибытия четвёртого монитора, «Текумсе», который ожидался со дня на день, но задержался по техническим причинам в Пенсаколе.
Эта задержка позволила конфедератам срочно переправить подкрепления по заливу в форты. Однако, Фаррагут и Гранджер позже сочли это своей удачей, так как переброшенные подкрепления в итоге сдались вместе с гарнизонами фортов, только увеличив потери конфедератов.

### Подготовка
Готовясь к прорыву, Фаррагут учёл опыт своих действий на Миссисипи. Деревянные корабли были снайтованы попарно, бок-о-бок; таким образом, если один из пары сел бы на мель или потерял ход, второй мог бы вывести его из-под огня. Корабли построились в следующем порядке: «Бруклин» соединили с «Окторарой», «Хартфорд» с «Метакометом», «Ричмонд» с «Порт-Роялем», «Лакаванну» с «Семинолой», «Монохагеллу» с «Кеннебеком», «Оссипе» с «Итаской» и «Онеиду» с «Галеной». При этом сильнейшие корабли стояли справа (ближе к форту Морган) и прикрывали собой слабейшие. Мониторы составляли отдельную линию и маневрировали независимо, так как они имели малую осадку и им не угрожала опасность налететь на мель.
На деревянных кораблях машины и котлы защитили, проложив вдоль бортов якорные цепи и запасной рангоут. Над палубами натянули противоосколочные сети; вокруг орудий установили защиту из мешков с песком. Провели тщательную разведку минного поля; так как конфедераты обозначали буйками его границы, то определение безопасного прохода не составило труда. Проинспектировав флот, Фаррагут назначил прорыв на утро 5 августа.

### Прорыв

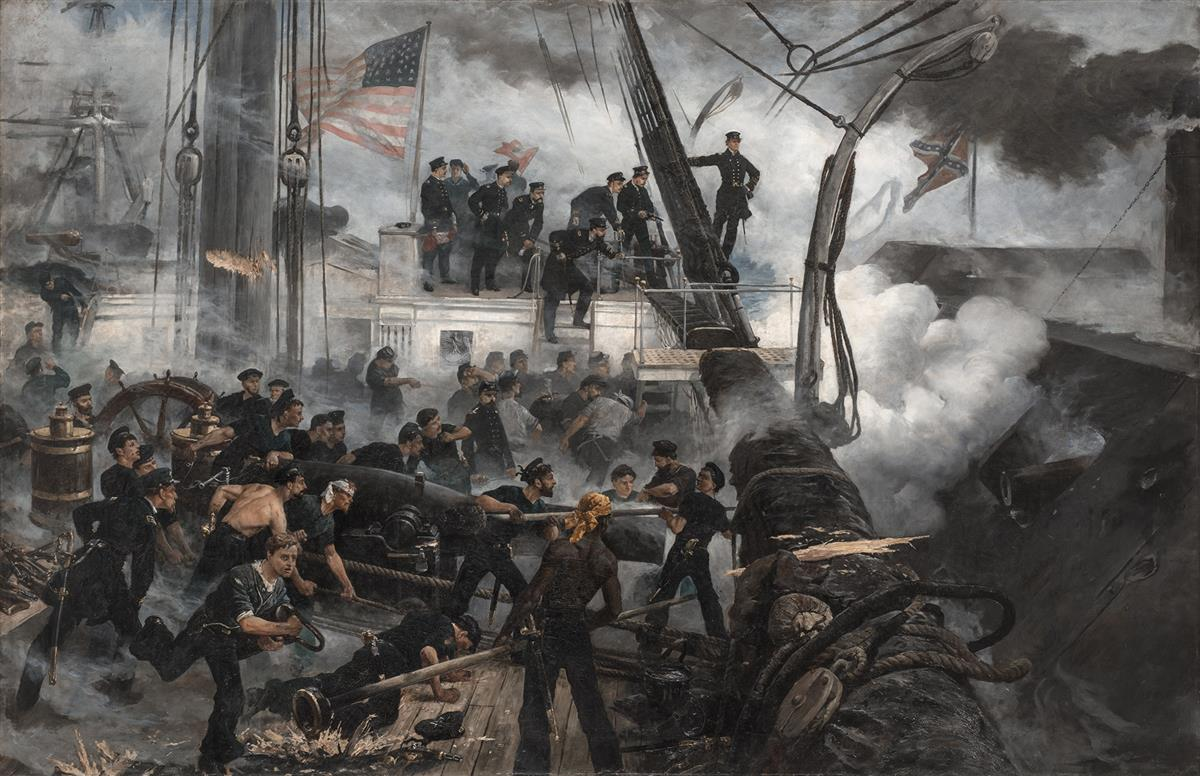
Уильям Оверенд. «Адмирал Фаррагут в сражении в заливе Мобил», 1883 г.

В 6.30, корабли Фаррагута пришли в движение, направившись на прорыв минно-артиллерийской позиции у форта Морган. Время было выбрано идеально; поднимавшийся прилив гнал океанские воды в залив, что облегчало движение прорывающимся кораблям. Защищенные броней мониторы двигались впереди деревянных кораблей, и ближе к форту Морган. За ними шла, возглавляемая «Бруклином», эскадра деревянных кораблей.
В 6.45, монитор «Манхэттен» открыл огонь, выстрелив из своих огромных 380-мм орудий по форту Морган. Следом за ним, огонь открыли все остальные мониторы, и чуть позднее — деревянные корабли, стреляя из погонных орудий. Артиллеристы фортов и кораблей конфедератов немедленно открыли ответный огонь, и очень скоро завязалась ожесточенная перестрелка.
По первоначальному плану, мониторы должны были идти впереди колонны деревянных кораблей. Однако, из-за малой скорости мониторов, деревянные корабли быстро догнали их. Пытаясь уйти с дороги деревянных кораблей, мониторы подошли почти вплотную к форту Морган, подвергшись интенсивному обстрелу и получив незначительные повреждения; однако, основная эскадра не успела отреагировать на манёвр мониторов. Опасаясь столкновений, капитаны идущих головными «Бруклина» и «Окторары» замедлили ход; «Хартфорд» с «Метакометом», чтобы не налететь на них, застопорили машины, и течение развернуло их поперек прохода. В построении федерального флота возникла сумятица в самой узкой части фарватера, прямо под огнём форта Морган.
Артиллеристы форта Морган сосредоточили сильный огонь на «Бруклине», ошибочно считая его флагманом. В это же время, корабли Конфедерации открыли огонь по «Хартфорду» и «Метакомету». Оба корабля получили повреждения, их экипажи понесли тяжёлые потери. Пытаясь помочь оказавшемуся в тяжёлом положении флагману, речные мониторы «Виннебаго» и «Чикасо» встали между ним и неприятелем, и подверглись плотному обстрелу. Задняя башня «Виннебаго» была заклинена попаданием, а «Чикасо» потерял трубу, тем не менее, оба корабля сохранили боеспособность, и их экипажи сражались храбро и решительно. Их интенсивный огонь с малой дистанции заставил батареи форта Морган существенно замедлить стрельбу. Однако, корабли конфедератов заняли позицию прямо впереди федеральной эскадры, и вели по ней интенсивный огонь.

### Через мины

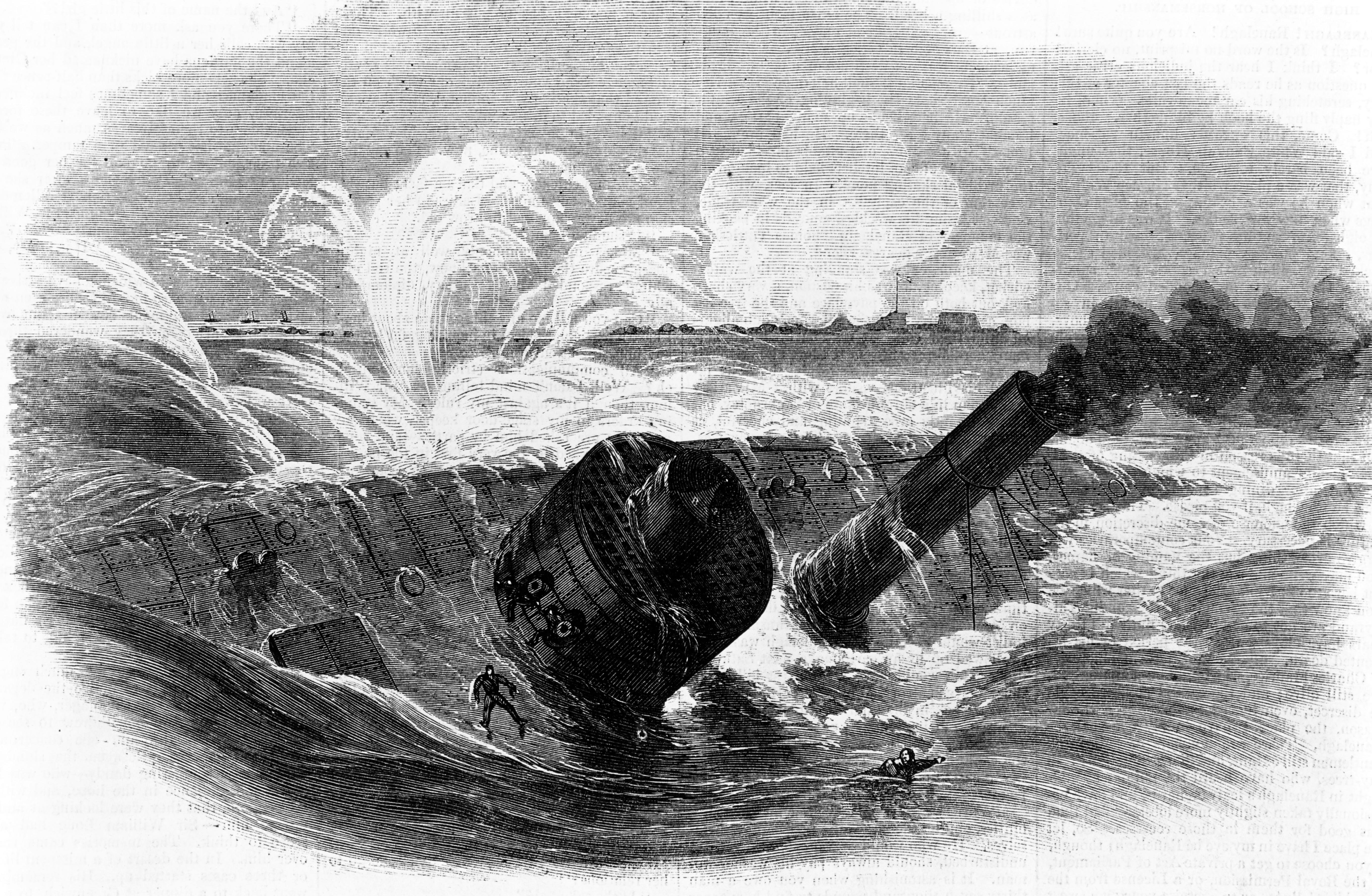
Гибель монитора «Текумсе»

Идущий головным монитор «Текумсе» одним из первых проскочил вглубь залива и заметил по другую сторону минного заграждения броненосец Конфедерации «Теннесси», готовящийся атаковать федеральную эскадру. Хотя Фаррагут категорически приказал кораблям держаться восточнее минного поля и не пересекать его, капитан «Текумсе» по неизвестной причине пренебрёг приказом, и направил свой монитор прямо на противника. Последствия оказались трагическими; устремившись на врага, «Текумсе» налетел на мину. Взрыв пробил огромную дыру в днище монитора, который, не обладая достаточным запасом плавучести, пошел ко дну за несколько минут, вместе с большей частью своего экипажа. Капитан монитора предпочел погибнуть со своим кораблем, и причина его действий осталась неизвестной.
Гибель «Текумсе» была поворотным моментом сражения. Фаррагут увидел, что его корабли смешались в кучу в узком проходе, зажатые между огнём с форта Морган и обстрелом эскадры Конфедерации. Единственным шансом избежать гибели, был прорыв вперёд. Так как стоящий впереди «Бруклин» не мог двигаться, и загораживал путь остальной эскадре, Фаррагут отдал приказ идти на прорыв через минное поле.

«К черту мины! Четыре звонка. Капитан Драйтон, вперед! Джоуэтт, полный ход!»
Оригинальный текст (англ.)–  Damn the torpedoes! Four bells. Captain Drayton, go ahead! Jouett, full speed!

— .....
Набрав скорость, «Хартфорд» устремился прямо сквозь мины, погубившие ранее «Текумсе». Его команда слышала, как мины скребли о борта корабля, но ни одна из них не сработала; механизмы мин были разъедены морской водой, и, как показали потом исследования, только одна из десяти ещё могла взорваться. Прорезав минное поле, «Хартфорд» и «Метакомет» резко повернули вправо, и вышли в тыл форту Морган. Бортовая батарея корвета немедленно открыла интенсивный огонь, поражая артиллеристов Конфедерации с незащищенного тыла. Но в этот же момент корвет подвергся атаке нового опасного противника — броненосец Конфедерации «Теннесси» атаковал флагман, пытаясь его таранить. Выстрел нарезной пушки «Теннесси» пробил огромную дыру в борту «Хартфорда», чуть выше ватерлинии. Тем не менее, флагману Фаррагута удалось увернуться от тарана и продолжить дуэль с фортом.
Воспользовавшись полученной передышкой, «Бруклин» развернулся, и продолжил движение по проходу. «Теннесси», двигаясь навстречу федеральной эскадре, атаковал его и попытался таранить, но вновь промахнулся. «Бруклин» обстреливал броненосец Конфедерации почти в упор и сбил его трубу, но не сумел пробить его броню. «Теннесси» прорезал строй федеральной эскадры, едва не вылетел на мель, и с трудом развернулся для новой атаки.
Следом мимо форта прорвались «Ричмонд» и «Порт-Роял». «Теннесси» атаковал их, и вновь попытался таранить, но вновь промахнулся. Он дважды пытался выстрелить почти в упор по «Ричмонду», но оба раза его орудия дали осечку. Оказалось, что таранить быстроходный корабль даже в узком проходе было далеко не так просто, как виделось конфедератам.
Снова развернувшись, «Теннесси» попытался атаковать «Лакаванну», но, как и прежде, промахнулся с таранной атакой и проскочил за кормой американского корабля. Течением его развернуло поперёк прохода, и шедшая следом полным ходом «Мононгахела», имевшая усиленный форштевень, протаранила его. Удар не нанёс «Теннесси» особого вреда; «Мононгахела» пострадала сильнее, повредив свой нос. Броненосец Конфедерации сделал два выстрела в спаренный с «Мононгахелой» «Кеннебек», после чего прошёл дальше, и обменялся залпами с «Оссипе».
Затем, броненосец Конфедерации атаковал последнюю пару — «Онеиду» и «Галену». Удачный выстрел с «Теннесси» пробил котёл на «Онеиде», и та потеряла ход, но спаренная с ней «Галена» подняла давление в котлах до предела, и вытащила своего повреждённого товарища из-под огня. Подошедший монитор «Виннебаго» отогнал «Теннесси», вынудив его отойти под прикрытие батарей форта Морган. На этом, основная часть сражения завершилась — все корабли Фаррагута прорвались мимо фортов, и вошли в залив.

### Сражение с канонерками Конфедерации
Немедленно после прорыва, «Метакомет» расцепился с «Хартфордом» и устремился на канонерки Конфедерации. Южане бросились врассыпную, понимая, что их оборона потерпела крах, и флот Союза прорвался в залив. CSS «Селма» устремилась вглубь залива, преследуемая по пятам «Метакометом».
Канонерка конфедератов CSS «Гэйнс» попыталась проскочить к форту Морган, но удачный выстрел «Хартфорда» поразил её подводную часть, выведя из строя машины. Беспомощная канонерка была атакована подошедшим «Кеннебеком», 279-мм снаряд с которого пробил её корпус и затопил крюйц-камеру. Не имея больше возможности сопротивляться, капитан выбросил «Гэйнс» на берег и оставил его.
Расцепившиеся со своими партнерами «Порт Роял» и «Итаска» погнались за последней оставшейся канонеркой, CSS «Морган». Однако, внезапно налетевший дождевой шквал ухудшил видимость. «Моргану» удалось проскочить мимо преследователей, и, описав дугу, укрыться под прикрытием орудий форта Морган.
В это время, «Метакомет» продолжал погоню за «Селмой». В дождевом шквале корабли потеряли друг друга из виду, но когда погода прояснилась, оказалось, что «Метакомет» обогнал «Селму» и стоит впереди неё, перегораживая путь к отступлению. Между канонерками произошла яростная схватка. Не имея возможности отступить, уступая в скорости и вооружении, «Селма» в итоге оказалась в безнадежном положении, и её капитан спустил флаг. В дальнейшем, эта канонерская лодка была включена в состав федерального флота и оперировала в заливе Мобил.

### Сражение с CSS «Теннесси»
К 8.35, федеральная эскадра завершила прорыв и встала на якорь к северу от форта Морган. Задача Фаррагута была полностью выполнена: его корабли прорвались в залив, и островные форты конфедератов оказались в изоляции. Эскадра Конфедерации была разгромлена и более не представляла опасности. Броненосец «Теннесси», правда, всё ещё находился на ходу и стоял под защитой батарей форта Морган, но Фаррагут собирался разделаться с ним, атаковав его ночью тремя своими уцелевшими мониторами. Однако, в 8.50 произошло необъяснимое — «Теннесси» поднял якорь и двинулся на федеральную эскадру.
Остается неизвестным, на что именно рассчитывал Бьюкенен, принимая решение о прорыве. Оставаясь под прикрытием батарей форта Морган, «Теннесси» мог существенно усилить оборону форта и нанести некоторый урон северянам, если те решили бы атаковать его. Однако, попытка прорыва через федеральную эскадру выглядела явным самоубийством. «Теннесси» был медлителен и неповоротлив, его немногочисленные орудия работали плохо, а машины не были надёжны. Укрываясь на мелководьях, он мог бы избежать атаки деревянных кораблей северян, но мониторы могли последовать за ним куда угодно.
Как только «Теннесси» вышел из-под прикрытия орудий форта, северяне немедленно атаковали его. Деревянные корабли Фаррагута, обогнав медлительные мониторы, последовательно обстреливали «Теннесси» и пытались его таранить. Корвет «Мононгахела», имевший таранную наделку на форштевне, ударил в борт «Теннесси», но удар пришёлся в выступающий нижний край каземата, и корвет только покалечил собственный нос. Следом таранить броненосец южан попыталась «Лакаванна»; её атака также была безрезультатна.
Следом за этим, «Теннесси» была атакована флагманом Фаррагута, корветом «Хартфорд». Фаррагут пошёл прямо на южан, угрожая лобовым тараном; такое столкновение, вероятно, привело бы к гибели обоих кораблей. Бьюкенен не рискнул пожертвовать «Теннесси», и отвернул в последний момент. Корабли прошли бок-о-бок друг с другом (при этом Фаррагута, находившегося на вантах, едва не сбросило за борт). «Хартфорд» развернулся для нового захода, но случайно столкнулся с также попытавшейся возобновить атаку «Лакаванной», и временно утратил боеспособность.
Исход сражения в итоге решило прибытие мониторов «Манхэттен» и «Чикасо». «Манхэттен» занял позицию впереди броненосца Конфедерации, стреляя из своих тяжелых 381-мм пушек, в то время как более маневренный «Чикасо» подошёл к неприятелю с кормы и начал почти в упор расстреливать его своими орудиями. «Теннесси» пытался уйти от своих оппонентов, но его манёвры только подставили броненосец под обстрел всего флота северян. Несколько орудий «Теннесси» были выведены из строя, остальные не могли действовать из-за заклинивших ставень — и в довершение всего, удачный выстрел с «Чикасо» перебил приводы рулевого механизма, по недосмотру располагавшиеся открыто на палубе броненосца. Через несколько минут «Теннесси» полностью утратил боеспособность, и Бьюкенен (раненный отлетевшими внутрь каземата болтами) был вынужден отдать приказ о капитуляции.

### Взятие фортов
Поражение мобильных сил конфедератов означало, что флот северян получил полное господство в заливе Мобил. Форты на входе в гавань еще держались, но более не могли получать снабжение.
Немедленно после прорыва, Фаррагут направил монитор «Чикасо» обстрелять форт Поуэлл. Комендант форта, лейтенант-полковник Уильямс запросил командование о дальнейших распоряжениях, и получил приказ «Когда положение станет безнадёжным, спасайте гарнизон. Держитесь так долго, как только возможно». Так как гарнизон форта пал духом и высказывал признаки неповиновения, комендант счёл положение безнадёжным, и приказал забить орудия, взорвать пороховые склады и эвакуировать гарнизон на материк.
Форт Гейнс продержался несколько дольше, хотя его положение было безвыходным. Высадившиеся на острове войска северян многократно превосходили гарнизон форта численностью, и, благодаря удобному рельефу, могли подвести свою артиллерию к самым стенам форта. В конце концов, комендант гарнизона полковник Андерсон признал неизбежное и приказал начать переговоры о капитуляции. Форт Гейнс сдался 8 августа, вместе с гарнизоном в 800 человек.
Единственным оставшимся в руках конфедератов фортов был форт Морган на западной стороне залива. Немедленно после капитуляции фортов Поуэлл и Гейнс, северяне перебросили войска на песчаную косу, соединявшую форт с материком, и полностью отрезали конфедератам пути отступления. Тем не менее, гарнизон под командованием генерала Пэйджа продолжал сопротивляться.
Командующий армейскими силами северян генерал Гранджер разработал план совместного с флотом взятия форта Морган. Пока мониторы северян (поддерживаемые захваченным «Теннесси», который наспех отремонтировали и включили в состав федерального флота) отвлекали гарнизон форта бомбардировками, федеральные войска выстроили последовательные линии траншей, позволявшие пехоте безопасно подобраться к стенам форта. 22 августа, северяне подвергли форт интенсивной бомбардировке из тяжелых мортир и осадных орудий. В форте вспыхнули пожары; опасаясь взрыва пороховых складов, генерал Пэйдж приказал их затопить, тем самым лишив гарнизон боеприпасов. Наконец, осознавая невозможность сопротивления, Пэйдж сдался 23 августа.

## Последствия
С капитуляцией форта Морган, контроль над заливом Мобил полностью перешел в распоряжение северян. Сам порт Мобил не был взят в то время, но утратил всякое стратегическое значение, так как блокадопрорыватели более не могли проникнуть в него через контролируемый северянами залив. Тем не менее, несмотря на малое значение самого города, южане, опасаясь нападения северян, были вынуждены держать значительные армейские силы для защиты Мобила; сдача города была бы негативно воспринята общественным мнением Юга.